# Nižná Jablonka
Nižná Jablonka (russinisch Нижня Яблинка/Nischnja Jablinka, ungarisch Alsóalmád – bis 1902 Alsójablonka) ist eine Gemeinde im Okres Humenné in der Ostslowakei.

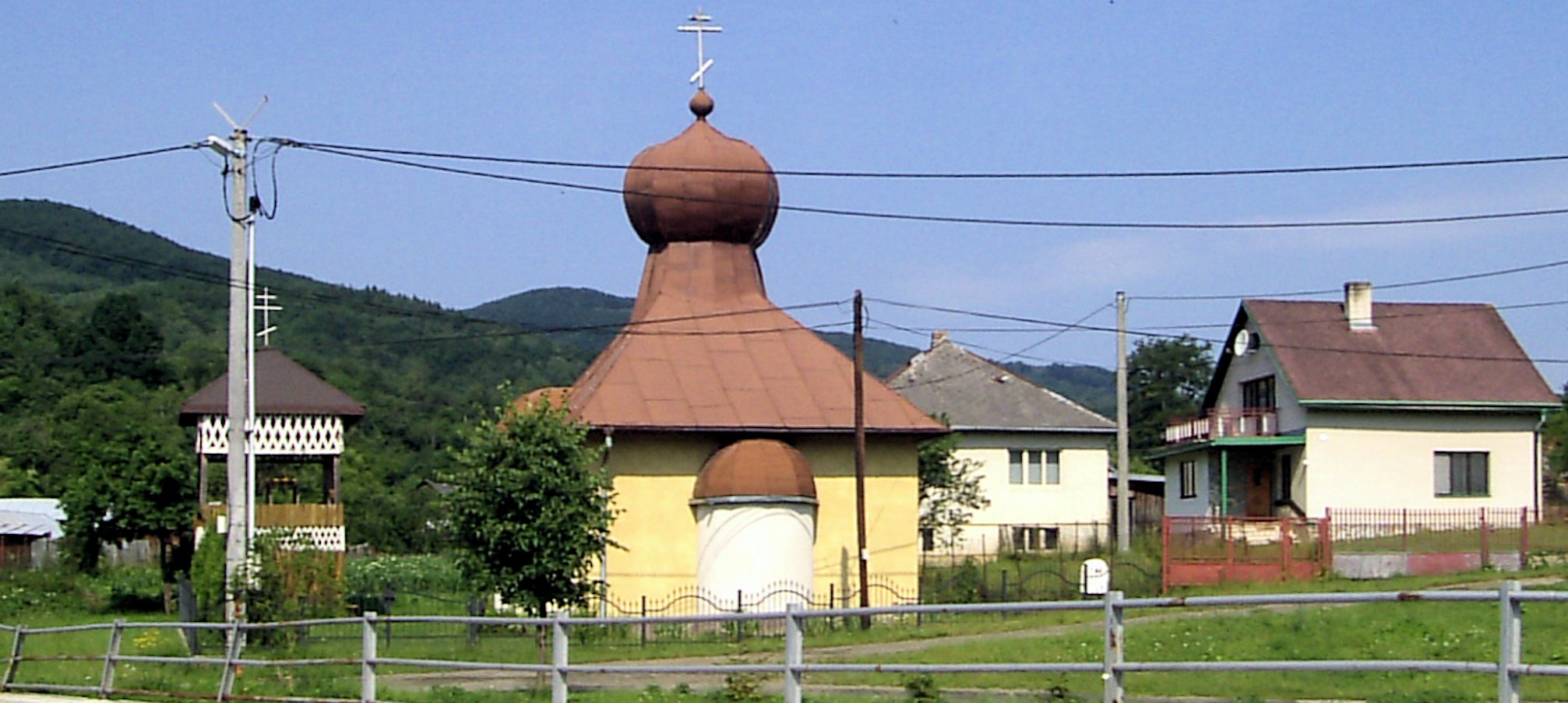
Orthodoxe Kirche in Nižná Jablonka

Die Gemeinde im Labortzer Bergland (Laborecká vrchovina) liegt etwa auf halbem Weg zwischen den Städten Medzilaborce und Snina am Fuß des Karpaten-Hauptkammes, der hier die Grenze zwischen der Slowakei und Polen bildet. Der Vysoký grúň an der polnischen Grenze (904 m ü.N.) ist nur wenige Kilometer von Nižná Jablonka entfernt. Die Gemeinde liegt am Fluss Udava, der im Nationalpark Poloninen (Národný park Poloniny) entspringt und nach ca. 38 Kilometer langem Lauf in südwestlicher Richtung nahe Humenné in den Laborec mündet.
Durch Nižná Jablonka führt die etwa 40 Kilometer lange Hauptstraße von Medzilaborce nach Snina, die auf diesem Weg am Gebirgsfuß entlang mehrere Flusstäler überquert.
Umgeben wird Nižná Jablonka von den Nachbargemeinden Zubeńsko (Polen) im Norden, Wola Michowa (Polen) im Nordosten, Osadné im Osten, Hostovice im Südosten, Papín im Südwesten sowie Zbojné im Westen.
Der Ort wurde im Jahr 1436 erstmals in einer Urkunde erwähnt.
Die Einwohnerzahl nahm in den Jahren zwischen 1991 (206 Einwohner) und 2007 (172 Einwohner) langsam ab. Die Bevölkerung Nižná Jablonkas besteht zu 77 % aus Slowaken, 21 % der Bewohner sind Russinen. 54 % der Einwohner bekennen sich zur Griechisch-katholischen Kirche, ca. 21 % sind orthodoxe Christen, 13 % römisch-katholischer Konfession und 9 % Atheisten.

## Bevölkerung
| Jahr                | 1994 | 2004    | 2014    | 2024     |
| ------------------- | ---- | ------- | ------- | -------- |
| Anzahl der Personen | 183  | 177     | 186     | 138      |
| Unterschied         |      | −3,27 % | +5,08 % | −25,80 % |

| Jahr                | 2023 | 2024    |
| ------------------- | ---- | ------- |
| Anzahl der Personen | 136  | 138     |
| Unterschied         |      | +1,47 % |

## Belege
1. ↑  Hustota obyvateľstva - obce [om7014rr_obc=AREAS_SK, v_om7014rr_ukaz=Rozloha (Štvorcový meter)]. Statistical Office of the Slovak Republic, 31. März 2025, abgerufen am 31. März 2025 (slowakisch).
2. ↑  Počet obyvateľov podľa pohlavia - obce (ročne) [om7101rr_obce=AREAS_SK]. Statistical Office of the Slovak Republic, 31. März 2025, abgerufen am 31. März 2025 (slowakisch).
3. ↑  Statistikportal MOŠ (Seite nicht mehr abrufbar, festgestellt im Mai 2019. Suche in Webarchiven)  Info: Der Link wurde automatisch als defekt markiert. Bitte prüfe den Link gemäß Anleitung und entferne dann diesen Hinweis.
4. 1 2  Počet obyvateľov podľa pohlavia - obce (ročne) [om7101rr_obce=AREAS_SK]. Statistical Office of the Slovak Republic, 31. März 2025, abgerufen am 31. März 2025 (slowakisch).